# Спектральна музика
Спектральна музика (фр. Musique spectrale), або спектралізм — напрямок академічної музики (переважно інструментальної), що характеризується опорою звуковисотної організації музичного тексту на дані спектрального аналізу звуку. Це музика, весь матеріал якої походить з акустичних властивостей звуку. Обчислення спектру звуку спирається на швидке перетворення Фур'є і здійснюється за допомогою комп'ютерної техніки.
Напрямок розвивався у 1970-х — 1980-х роках французькими композиторами Гюґом Дюфуром та учнями Олів'є Мессіана Жераром Грізе та Трістаном Мюраєм, що працювали в інституті IRCAM, пізніше до спектральної композиції зверталися також К.Штокгаузен, Дж. Гарві та інші. Термін «спектральна музика» був запропонований композитором та теоретиком цієї групи Гюґом Дюфуром, проте, за спогадами Ж.Грізе, цей термін був придуманий для мас-медіа і не відображає сутності творчого процесу. Більше того, на думку композитора такий термін є «занадто обмеженим».
З точки зору звуковисотної системи, спектралізм нерідко протиставляється класичній мажоро-мінорній системі, вибудованій на властивостях рівномірно-темперованого строю, як своєрідна альтернатива, що також базується на акустичних властивостях звуку. З іншого боку спектральна музика стала також протиставленням серіальній та алеаторичній музиці, де математичні алгоритми використовувалися для розгортання музичної тканини в часі, обмежуючи роль композитора у створенні музичного твору.
Композитори
Жерар Грізе, Трістан Мюрай, Гюґ Дюфур, Мікаель Левінас. 
Послідовники:  Кайя Сааріаго, Магнус Ліндберг, Георг Фрідріх Гаас